# NGC 1407
NGC 1407 là một thiên hà hình elip có tọa độ là 3°40'12", thuộc chòm sao Ba Giang. Có tên gọi khác như là ESO 548, G 067 hoặc PGC 13505. Nó cách Trái Đất khoảng 75 triệu năm ánh sáng. Đây là thiên hà sáng nhất trong Nhóm NGC 1407, một trong những phần của Nhóm Eridanus, với NGC 1407 là thành viên sáng nhất của nhóm đó. Thiên hà NGC 1400 là điểm sáng xếp thứ hai của nhóm Eridanus nằm cách thiên hà NGC 1407 xa 11,8 phút. NGC 1407 có phát ra tia X quang, có lượng khí sắt nóng chảy rất cao  và có bằng chứng về sự bùng phát vô tuyến tái phát ở thiên hà NGC 1407. Ở khu vực trung tâm của thiên hà NGC 1407 có các ngôi sao cũ, với tuổi thọ trung bình 10,8 - 13,2 Gyrs, rất giàu vật chất kim loại và có nhiều nguyên tố siêu cực. Các quan sát cho thấy rằng thiên hà NGC 1407 đã không trải qua hoạt động hình thành sao mạnh nào gần đây. Trong thiên hà NGC 1407 có chứa một lỗ đen siêu lớn với khối lượng 0,8 - 1,44 tỷ lần khối lượng mặt trời (tức là khoảng 1,592.10^30 đến 2,866.10^30 kg), dựa trên sự phân tán vận tốc.
Thiên hà NGC 1407 đã được phát hiện vào ngày 6 tháng 10 năm 1785 bởi William Herschel (1738-1822), một nhà thiên văn học nổi tiếng